# Zweirad Union
La Zweirad Union (en alemany, "Unió de dues rodes") va ser una associació formada pels antics fabricants de motocicletes alemanys Victoria, Express i la divisió de motocicletes de DKW que va tenir activitat entre 1958 i 1966. Tenia la seu a Nuremberg, a l'antiga fàbrica de Victoria.

## Història

### Antecedents
El 1932, sota la influència de la Gran Depressió, a Alemanya ja s'havia dut a terme una fusió de les empreses d'automoció Audi, DKW, Horch i Wanderer, que van formar el grup Auto Union. També es van produir fusions similars dins el sector de la motocicleta, especialment al Regne Unit, on a partir de les marques Matchless, AJS i Sunbeam es va formar Associated Motor Cycles, un grup ampliat més tard amb Francis-Barnett, James i Norton.
Durant la dècada del 1950, la indústria de la motocicleta alemanya va patir fortes pèrdues a causa de l'auge dels escúters, els automòbils utilitaris i fins i tot els microcotxes. El 1957, Odilo Burkart, un home de confiança de l'industrial Friedrich Flick, va adquirir la fallida Victoria. Poc de temps després va comprar també l'Express de Neumarkt per un milió de marcs alemanys. Gràcies a Flick, propietari de més de 100 empreses, Burkart també va entrar en possessió de la divisió de motocicletes de l'Auto Union (bàsicament, les motocicletes DKW) radicada a Ingolstadt.

### Activitat

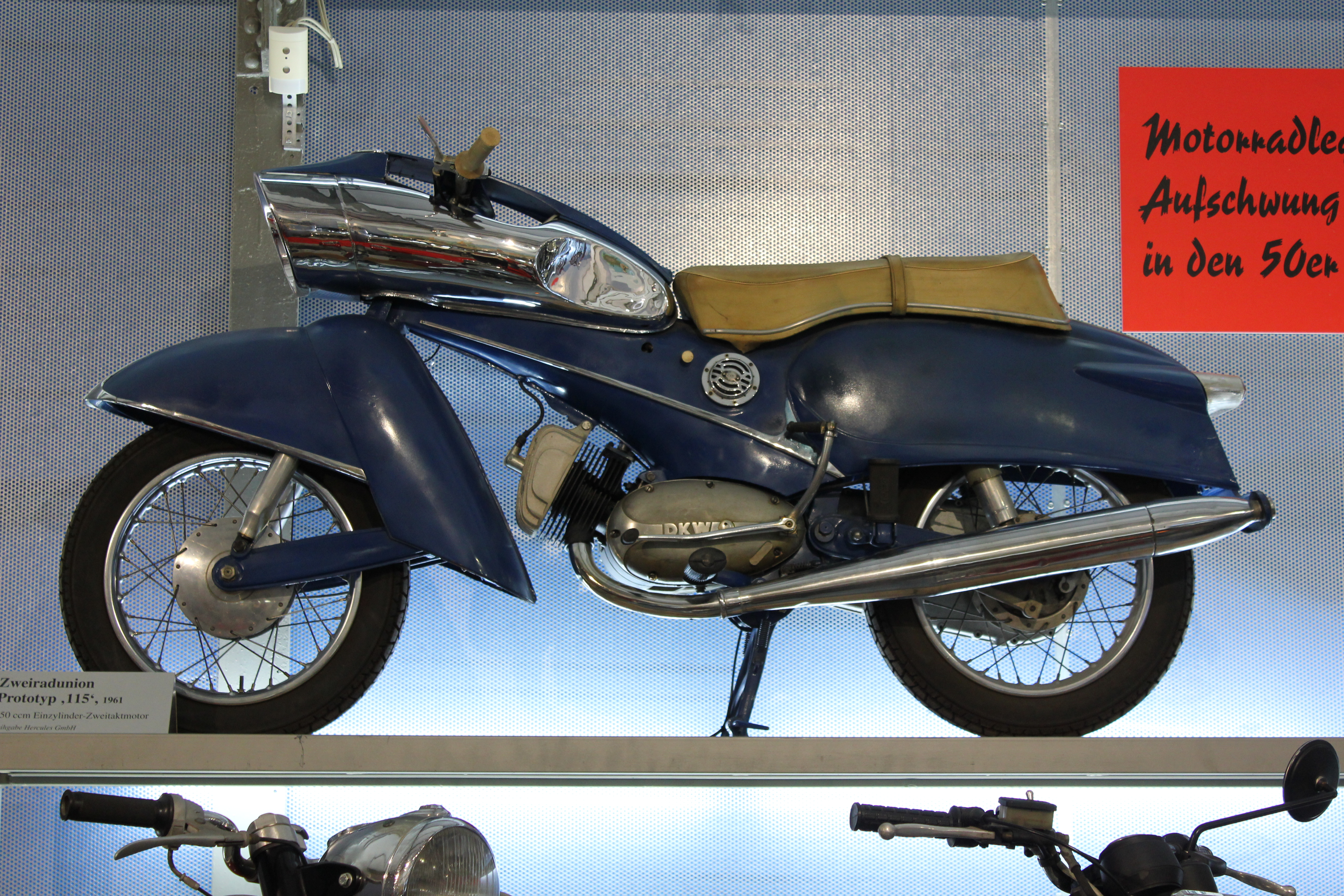
Pototip de "DKW 115" desenvolupat per la Zweirad Union el 1961

El 8 de novembre de 1958 es va fundar la Zweirad Union a partir de les marques adquirides per Burkart: Victoria, Express i DKW. La producció es va concentrar a Nuremberg. Inicialment, el grup va produir els ciclomotors Victoria Avanti, Preciosa i Vicky, els models Express i la DKW RT 175 VS. En aquells moments el mercat s'anava concentrant cada cop més en models lleugers de fins a 50 cc, ja fossin bicicletes motoritzades, ciclomotors o ciclomotors automàtics (anomenats mockick a Alemanya). Durant la dècada del 1960, Zweirad Union va produir també peces per als petits camions Faun i motocicletes militars Maico.
El 1962, Burkart va vendre una gran part de les seves accions a Faun, que va esdevenir propietari majoritari de Zweirad Union. La producció de vehicles de dues rodes va caure bruscament. El 1966, Faun va vendre l'empresa a la Fichtel & Sachs de Schweinfurt. Hercules, una de les empreses d'aquest grup, se'n va fer càrrec aquell mateix any. Les naus de la fàbrica d'Hercules van passar aleshores a disposició de la Zweirad Union, però quasi només s'hi produïen motocicletes Hercules. La darrera motocicleta amb el logotip d'Express es va produir el 1968 i la darrera Victoria el 1969. El logotip de DKW encara es va fer servir un temps per raó del renom que tenia aquesta marca arreu del món, però a causa de l'enginyeria de marques, els models Hercules i DKW eren sovint idèntics.